# Non-conformité (gestion)
Dans la gestion de la qualité, une non-conformité est la non satisfaction d'une exigence ou la déviation par rapport à une spécification, un standard ou une attente. Les non-conformités sont usuellement classées comme critiques, majeures ou mineures.